# Garfield 2
Garfield: A Tail of Two Kitties (también como Garfield 2: The Prince and the Paw-per, Garfield 2: The Movie o simplemente como Garfield 2) es una película del año 2006, secuela de Garfield: la película. Esta película fue dirigida por Tim Hill, escrita por Joel Cohen y Alec Sokolow, producida por Davis Entertainment Company para 20th Century Fox, y estrenada en Estados Unidos el 16 de junio de 2006.

## Argumento
La doctora Elizabeth "Liz" Wilson se va de viaje de negocios a Londres, Reino Unido, y Jon Arbuckle, su novio, hace el viaje también como una sorpresa para proponerle matrimonio, pero por miedo a quedarse solos, las dos mascotas de Jon, Garfield y Odie, escapan de una perrera y se esconden en la maleta de Jon Arbuckle, al llegar al hotel, éstos escapan de la habitación y terminan perdidos en las calles de Londres.
Mientras tanto, en el castillo de Carlyle, cuya propietaria, Lady Eleanor Carlyle, ha fallecido, vive su amado gato Prince XII (quien es exactamente idéntico a Garfield) y tiene una vida llena de lujos y deja en su testamento a Prince como heredero del castillo, lo cual enfurece a su codicioso sobrino, Lord Manfred Dargis, porque ahora sólo heredará la propiedad una vez que Prince fallezca, por lo que entonces busca deshacerse de Prince, que en un principio es arrojado a un río cuando Dargis lo atrapa en una canasta de pícnic.
Es aquí donde se produce la confusión entre los dos gatos, ya que mientras buscan su camino de regreso al hotel, Garfield casi es atropellado por un taxi con Smithee, el mayordomo del castillo, dentro, éste recoge a Garfield y lo lleva al castillo, mientras que Prince sale de una alcantarilla en las calles de Londres y pronto es encontrado por Odie, acto seguido, Jon encuentra a ambos animales y confunde a Prince con Garfield, por lo que los lleva de vuelta al hotel.
Cuando llega al castillo, Garfield es recibido con una gran atención especial, incluyendo también a un sirviente y un grupo de animales de granja que viven cerca del castillo, liderados por el bulldog sirviente de Prince, Winston. Winston convence a los animales de que toleren y protejan a Garfield para evitar que Lord Dargis engañe a los abogados con la desaparición de Prince para que en su lugar lo pongan a él como el heredero, ya que éste planea demoler el castillo y construir un complejo turístico en su lugar y además, sacrificar a los animales.
Ahora, con la presencia de Garfield, Dargis cree que Prince logró regresar al castillo y empieza a temer que los abogados no le entregarán la herencia, de modo de que está decidido a toda costa de matar a Garfield, sin éxito, ya que los animales siempre interfieren con sus planes, de mientras, Garfield se hace amigo de los animales y les enseña a hacer lasaña mientras que Prince aprende a ser una mascota normal.
Pese a que tanto Garfield como Prince aman sus nuevos estilos de vida, pronto comienzan a extrañar sus antiguas vidas, sobre todo Garfield, que escucha a un loro amigo de los animales quejarse y que piense que sólo es un gato común y lo insulta llamándolo "Bufón", finalmente, Garfield y Prince se encuentran cara a cara después de que ambos intentan regresar a sus antiguas vidas. Garfield, habiendo entendido lo que está en juego para Prince y sus súbditos, los convence para que lo ayuden a derrotar a Dargis. Jon y Odie descubren la confusión gracias a una noticia de Prince heredando el castillo y van para allá, y que también Liz está visitando por casualidad.
Al ejecutar el plan, Dargis es atormentado por Garfield y Prince mientras intenta engañar a los abogados para que firmen el testamento en su nombre, tras una persecución por toda el área del castillo, Dargis es atacado por los animales, incluyendo a su perro, Rommel, quien previamente fue convencido para atacarlo mordiéndole los pantalones, finalmente, cuando los dos gatos son vistos por los abogados, Dargis amenaza a los abogados con matarlos con un arco si no firman el testamento a su nombre, tomando a Liz como rehén (ya que previamente intentaba seducirla), Jon y Odie llegan a la escena y Jon le exige que libere a Liz, sólo para que Dargis lo amenace con matarlo a él también solo por involucrarse en primer lugar, pero Odie muerde a Dargis y un hurón se mete dentro de su ropa, dándole la oportunidad a Jon para golpearlo y dejarlo inconsciente, Smithee llama a la policía y Dargis es arrestado por sus crímenes.
La película termina con los animales teniendo una fiesta en la piscina y la boda de Jon y Liz.

## Reparto
| Personaje    | Actor original Estados Unidos | Actor de doblaje España | Actor de doblaje México |
| ------------ | ----------------------------- | ----------------------- | ----------------------- |
| Garfield     | Bill Murray                   | Carlos Latre            | Adrián Uribe            |
| Jon Arbuckle | Breckin Meyer                 | Alberto Mieza           | Luis Daniel Ramírez     |
| Liz Wilson   | Jennifer Love Hewitt          | Ana Pallejà             | Cristina Hernández      |
| Odie         | Gregg Berger                  | Gregg Berger            | Gregg Berger            |
| Prince XII   | Tim Curry                     | Juan Carlos Gustems     | Humberto Solórzano      |
| Lord Dargis  | Billy Connolly                | Camilo García           | José Luis Orozco        |
| Winston      | Bob Hoskins                   | Juan Fernández          | Jaime Vega              |
| Preston      | Richard E. Grant              |                         | Mario Filio             |
| Smithee      | Ian Abercrombie               | Javier Viñas            | César Arias             |
| Sr. Hobbs    | Roger Rees                    |                         | Roberto Mendiola        |
| Abby         | Lucy Davis                    | Belén Roca              | Erica Edwards           |
| Nigel        | Greg Ellis                    | José Posada             | Óscar Flores            |
| Eenie        | Jane Leeves                   | Silvia Castelló         | Magda Giner             |
| Meenie       | Jane Horrocks                 | Josefina Rius           | Rebeca Patiño           |
| Conejo       | Rhys Ifans                    |                         | Jesse Conde             |

## Fechas de estreno
- Brasil: 15 de junio de 2006
- Estados Unidos: 16 de junio de 2006
- Filipinas: 21 de junio de 2006
- Francia: 19 de julio de 2006
- Inglaterra: 21 de julio de 2006
- Irlanda: 21 de julio de 2006
- Finlandia: 21 de julio de 2006
- Hungría: 27 de julio de 2006
- México: 28 de julio de 2006
- Panamá: 28 de julio de 2006
- Polonia: 28 de julio de 2006
- Venezuela: 28 de julio de 2006
- Holanda: 9 de agosto de 2006
- Argentina: 10 de agosto de 2006
- Rusia: 17 de agosto de 2006
- España: 25 de agosto de 2006
- Polonia: 27 de agosto de 2006
- Rumania: 1 de septiembre de 2006
- Australia: 21 de septiembre de 2006 (Victoria y Tasmania: 7 de septiembre de 2006)

## Recepción
Garfield 2 ganó en total $28,426,747 dólares en los Estados Unidos. Se convirtió en todo un éxito ganando $113,011,707 que hicieron un total mundial de $141,438,454.

## DVD
El DVD fue lanzado el 10 de octubre de 2006. Este DVD incluye un dibujo de Jim Davis y 2 juegos: Laberinto De Garfield y el Álbum de fotos de Odie. También incluye un video y música.